# Don Davis (productor)
Donald Davis (25 de octubre de 1938 - 5 de junio de 2014) fue un productor discográfico, compositor y guitarrista estadounidense. Combinó una carrera en la música con una en la banca.

## Biografía
Nacido en Detroit, comenzó a tocar música a mediados de la década de 1950 y después de salir de la escuela secundaria Central formó su propio grupo de jazz, el Don Davis Trio, antes de convertirse en un músico de sesión. Él tocó la guitarra para muchos sellos discográficos de Detroit, incluyendo Golden World y Ric-Tic, así como en la disquera de Motown con los éxitos, "Money (That's What I Want)", de Barrett Strong y "Bye Bye Baby" de Mary Wells.
Vivió en West Bloomfield Township, al norte de Detroit, y murió después de una breve enfermedad en junio de 2014, a los 75 años de edad. Le sobreviven su esposa y tres hijos.